# Albumy numer jeden w roku 2014 (Korea Południowa)
Circle Album Chart – południowokoreańska lista przebojów, na której znajdują się najlepiej sprzedające się albumy Korei Południowej. Jest częścią Circle Chart, który został uruchomiony w lutym 2010 roku jako Gaon Chart. Dane są zestawiane przez Ministerstwo Kultury, Sportu i Turystyki oraz Korea Music Content Industry Association na podstawie tygodniowych/miesięcznych fizycznych sprzedaży albumów przez sześć głównych południowokoreańskich dystrybutorów.

## Wykresy tygodniowe
| Data publikacji | Album                                | Wykonawca             | Źródło |
| --------------- | ------------------------------------ | --------------------- | ------ |
| 4 stycznia      | Musical December 2013 with Kim Junsu | XIA                   | [ 3 ]  |
| 11 stycznia     | Rain Effect                          | Rain                  | [ 4 ]  |
| 18 stycznia     | Tense                                | TVXQ                  | [ 5 ]  |
| 25 stycznia     | Who Am I                             | B1A4                  | [ 6 ]  |
| 1 lutego        | WWW                                  | Jaejoong              | [ 7 ]  |
| 8 lutego        | Who Am I                             | B1A4                  | [ 8 ]  |
| 15 lutego       | First Sensibility                    | B.A.P                 | [ 9 ]  |
| 22 lutego       | SM the Ballad Vol. 2 – Breathe       | SM the Ballad         | [ 10 ] |
| 1 marca         | Beep Beep                            | BtoB                  | [ 11 ] |
| 8 marca         | Mr.Mr.                               | Girls' Generation     | [ 12 ] |
| 15 marca        | Mr.Mr.                               | Girls' Generation     | [ 13 ] |
| 22 marca        | 1st Mini Album                       | Toheart               | [ 14 ] |
| 29 marca        | Can't Stop                           | CNBlue                | [ 15 ] |
| 5 kwietnia      | Broken                               | MBLAQ                 | [ 16 ] |
| 12 kwietnia     | Swing                                | Super Junior-M        | [ 17 ] |
| 19 kwietnia     | Play                                 | Akdong Musician       | [ 18 ] |
| 26 kwietnia     | Jackpot (Special Edition)            | Block B               | [ 19 ] |
| 3 maja          | Skool Luv Affair                     | BTS                   | [ 20 ] |
| 10 maja         | XOXO Repackage (korean ver)          | EXO                   | [ 21 ] |
| 17 maja         | Overdose (korean ver)                | EXO-K                 | [ 22 ] |
| 24 maja         | Skool Luv Affair (Special Edition)   | BTS                   | [ 23 ] |
| 31 maja         | Season 2                             | Infinite              | [ 24 ] |
| 7 czerwca       | Eternity                             | VIXX                  | [ 25 ] |
| 14 czerwca      | Season 2                             | Infinite              | [ 26 ] |
| 21 czerwca      | Rise                                 | Taeyang               | [ 27 ] |
| 28 czerwca      | Good Luck                            | Beast                 | [ 28 ] |
| 5 lipca         | Got Love                             | Got7                  | [ 29 ] |
| 12 lipca        | Good Luck                            | Beast                 | [ 30 ] |
| 19 lipca        | Red Light                            | f(x)                  | [ 31 ] |
| 26 lipca        | Solo Day                             | B1A4                  | [ 32 ] |
| 2 sierpnia      | Be Back                              | Infinite              | [ 33 ] |
| 9 sierpnia      | Just Us                              | JYJ                   | [ 34 ] |
| 16 sierpnia     | Just Us                              | JYJ                   | [ 35 ] |
| 23 sierpnia     | 2014 S/S                             | Winner                | [ 36 ] |
| 30 sierpnia     | Ace                                  | Taemin                | [ 37 ] |
| 6 września      | Ace                                  | Taemin                | [ 38 ] |
| 13 września     | Mamacita                             | Super Junior          | [ 39 ] |
| 20 września     | Mamacita                             | Super Junior          | [ 40 ] |
| 27 września     | Holler                               | Girls' Generation-TTS | [ 41 ] |
| 4 października  | Éxito                                | Teen Top              | [ 42 ] |
| 11 października | Move                                 | BtoB                  | [ 43 ] |
| 18 października | Japan Best 'All About'               | F.T. Island           | [ 44 ] |
| 25 października | Error                                | VIXX                  | [ 45 ] |
| 1 listopada     | Time                                 | Beast                 | [ 46 ] |
| 8 listopada     | This Is Love                         | Super Junior          | [ 47 ] |
| 15 listopada    | This Is Love                         | Super Junior          | [ 48 ] |
| 22 listopada    | At Gwanghwamun                       | Kyuhyun               | [ 49 ] |
| 29 listopada    | Identify                             | Got7                  | [ 50 ] |
| 6 grudnia       | Pink Luv                             | Apink                 | [ 51 ] |
| 13 grudnia      | Azure                                | Infinite F            | [ 52 ] |
| 20 grudnia      | Good Boy                             | G-Dragon i Taeyang    | [ 53 ] |
| 27 grudnia      | Error                                | VIXX                  | [ 54 ] |

## Wykresy miesięczne
| Miesiąc     | Album                              | Wykonawca         | Sprzedaż | Źródło |
| ----------- | ---------------------------------- | ----------------- | -------- | ------ |
| Styczeń     | Tense                              | TVXQ              | 194 198  | [ 55 ] |
| Luty        | First Sensibility                  | B.A.P             | 91 053   | [ 56 ] |
| Marzec      | Mr.Mr.                             | Girls' Generation | 70 295   | [ 57 ] |
| Kwiecień    | The Origin                         | Infinite          | 29 950   | [ 58 ] |
| Maj         | Overdose (korean ver)              | EXO-K             | 390 034  | [ 59 ] |
| Czerwiec    | Good Luck                          | Beast             | 88 800   | [ 60 ] |
| Lipiec      | Just Us                            | JYJ               | 126 115  | [ 61 ] |
| Sierpień    | Ace                                | Taemin            | 70 632   | [ 62 ] |
| Wrzesień    | Mamacita                           | SuperJunior       | 237 646  | [ 63 ] |
| Październik | This Is Love                       | SuperJunior       | 114 216  | [ 64 ] |
| Listopad    | At Gwanghwamun                     | Kyuhyun           | 56 481   | [ 65 ] |
| Grudzień    | Exology Chapter 1: The Lost Planet | EXO               | 78 946   | [ 66 ] |